# 美国国家航空航天局第五组宇航员
美国国家航空航天局(NASA)的第五组宇航员是其1966年4月挑选的第五批宇航员。

## 成員
- 文斯·布兰德

- 阿波罗-联盟测试计划：

- 约翰·布尔

- 杰拉德·卡尔

- 查尔斯·杜克

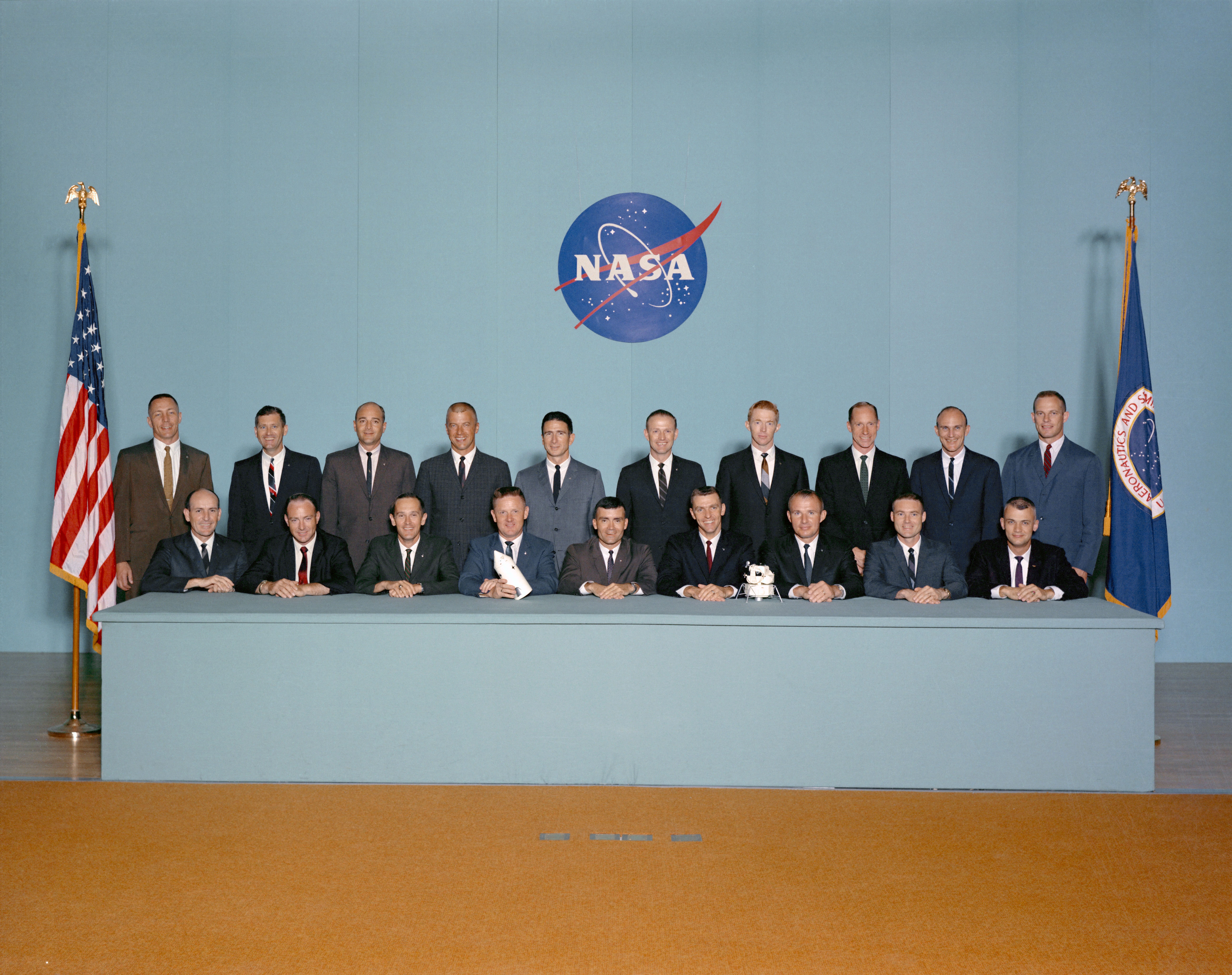
第五组宇航员

- 阿波罗16号登月舱驾驶员：第五次载人登月任务，第十个踏上月球的人。

- 约瑟夫·恩格

- 罗纳德·埃万斯

- 阿波罗17号指令舱驾驶员：最后一次登月任务。

- 爱德华·吉文斯

- 弗莱德·海斯

- 阿波罗13号登月舱驾驶员
- 企業號OV-101

- 詹姆斯·艾尔文

- 阿波罗15号登月舱驾驶员：第四次载人登月任务，第八个踏上月球的人。

- 唐·林德

- 杰克·洛斯马

- 肯·马丁利

- 阿波罗16号指令舱驾驶员：第五次登月任务。

- 布鲁斯·麦克坎德雷斯

- 艾德加·米切尔

- 阿波罗14号登月舱驾驶员：第三次载人登月任务，第六个踏上月球的人。

- 威廉·波格

- 斯图尔特·罗萨

- 阿波罗14号指令舱驾驶员：第六次登月任务。

- 杰克·斯威格特

- 阿波罗13号指令舱驾驶员

- 保罗·维兹

- 阿尔弗莱德·沃尔登

- 阿波罗15号指令舱驾驶员：第四次登月任务。